# Franklin Wills Hancock
Franklin Wills Hancock Jr., född 1 november 1894 i Oxford, North Carolina, död 23 januari 1969 i Oxford, North Carolina, var en amerikansk politiker (demokrat). Han var ledamot av USA:s representanthus från 1930–1939.
Kongressledamot Charles Manly Stedman avled 1930 i ämbetet och efterträddes av Hancock. Han efterträddes i sin tur 1939 av Alonzo Dillard Folger.
Hancock är begravd på Elmwood Cemetery i Oxford i North Carolina.